# William Woolsey Johnson
William Woolsey Johnson o, simplement, William Johnson (1841-1927) va ser un matemàtic estatunidenc.

## Vida i Obra
Johnson, fill d'un granger del comtat de Tioga (Nova York), va estudiar a la Universitat Yale en la qual es va graduar el 1862. Després de dos anys treballant a l'oficina del Almanac Nàutic a Cambridge (Massachusetts), va començar la seva carrera acadèmica com a professor ajudant a l'Acadèmia Naval a Newport (Rhode Island), transferida aviat a Annapolis (Maryland), des del 1864 fins al 1869. El 1870 va ser nomenat professor de matemàtiques del Kenyon College (Ohio) i des del 1872 ha va ser del Saint John's College d'Annapolis. El 1881 va retornar a l'Acadèmia Naval com a professor titular, en la qual va romandre fins a la seva jubilació el 1921.
Va ser un dels cinc membres del Consel de l'American Mathematical Society en el període 1892-1893 i va ser un dels impulsors del naixement del butlletí de la Societat i un dels seus primers contribuents més notables.
Johnson és recordat, sobre tot, pels seus llibres de càlcul diferencial basats en les diferències relatives.També és conegut per haver estat el primer en demostrar les condicions de resolubilitat del joc del 15.